# 아오키 모리히사

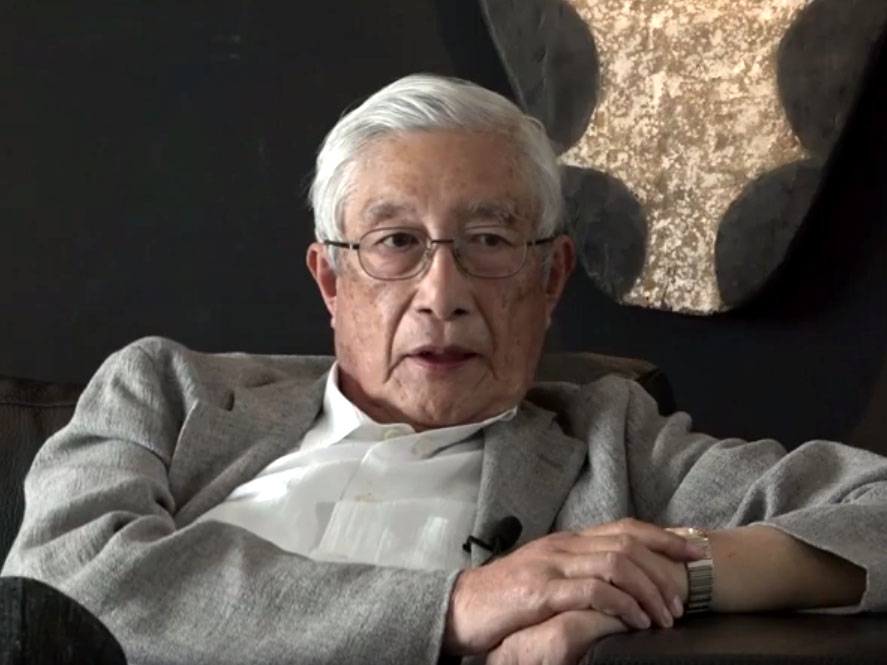
2017년 모습

아오키 모리히사(青木盛久, 1938년 11월 23일 ~ 2024년 11월 9일)는 일본의 외교관이자 아오키 슈조 기념 장학 재단의 이사장이다.
아오키는 페루 대사이자 일본대사관 인질 사건이 발생한 곳이었던 외교관의 주택 소유자였다.

## 일본 대사관 인질 사건
아오키는 1996년 11월 페루의 극좌 테러단체 투팍아마루혁명운동(MRTA)이 페루 주재 일본대사 관저를 점거하는 과정에서 포로로 붙잡혔다. 처음에 그는 가해자들에게 자신만 남기고 다른 인질들을 모두 풀어달라고 요청했지만 무장 세력은 그의 요청을 거부했다.
1997년 4월 22일, 이전에 대사 관저로의 터널 건설을 계획했던 페루 대통령 알베르토 후지모리는 142명의 특공대로 구성된 팀이 대사관저로 돌진하는 군사 작전인 차빈 데 후안타르 작전(Operation Chavín de Huántar)을 실행하도록 명령했다. . 이 공격으로 특수부대원 2명과 페루 대법원 판사 인질 1명이 사망했다. 아오키 씨는 구조 과정에서 가슴과 다리에 심각한 부상을 입었지만 인질로 잡혀 있던 대사관 직원, 페루 정부 관계자, 일본 기업 대표들과 함께 구조됐다.
일본 내 아오키의 여론은 엇갈렸고, 인질 사건 이후 사임했다.

## 같이 보기
- 주페루 일본 대사관 인질 사건